# Thomas Kindlimann
Thomas Kindlimann (* 26. Juni 1967) ist ein ehemaliger Schweizer Skispringer.

## Werdegang
Kindlimann gab am 21. Dezember 1986 in Chamonix sein Debüt im Skisprung-Weltcup. Dabei konnte er mit Platz 12 von der Normalschanze auch bereits seine ersten vier Weltcup-Punkte gewinnen. Die weiteren Springen der Saison blieb er erfolg- und punktlos, so dass er am Ende der Saison 1986/87 den 70. Platz in der Weltcup-Gesamtwertung belegte. In den Saisons 1987/88 und 1988/89 trat er jeweils nur bei einigen Springen der Vierschanzentournee an, blieb jedoch ohne vordere Platzierungen. Erst zur Saison 1989/90 konnte er seine Leistungen wieder steigern und erreichte beim Saisonauftaktspringen in Thunder Bay mit Platz 16 nur knapp einen Platz hinter den Punkterängen. Am Folgetag konnte er mit Platz 14 zwei Weltcup-Punkte gewinnen. Es waren jedoch die letzten gewonnenen Weltcup-Punkte seiner Karriere. Die Saison beendete er auf dem 56. Platz in der Weltcup-Gesamtwertung. Bei der Skiflug-Weltmeisterschaft 1990 in Vikersund flog Kindlimann auf den 49. Platz. Nach weiteren Weltcup-Springen mit Platzierungen am Ende des Starterfeldes sprang Kindlimann am 19. Januar 1992 sein letztes Weltcup-Springen in Engelberg und beendete anschliessend seine aktive Skisprungkarriere.
Nach seiner aktiven Skisprungkarriere machte Kindlimann sein Hobby Gleitschirmfliegen zum Beruf und leitet seitdem gemeinsam mit seiner Frau Sara seine eigene Flugschule in Gibswil. Seit 2010 ist er zudem Mitglied der Genossenschaft Regionales Skispringerzentrum Zürcher Oberland.

## Persönliches
Thomas ist der Vater der beiden Skispringer Lars (* 2000) und Rea Kindlimann (* 2002).

## Statistik

### Weltcup-Platzierungen
| Saison  | Platz | Punkte |
| ------- | ----- | ------ |
| 1986/87 | 70.   | 004    |
| 1989/90 | 56.   | 002    |

### Vierschanzentournee-Platzierungen
| Saison  | Platz | Punkte |
| ------- | ----- | ------ |
| 1986/87 | 061.  | 385,7  |
| 1987/88 | 108.  | 139,2  |
| 1988/89 | 054.  | 493,5  |
| 1989/90 | 055.  | 410,5  |